# Ушакова, Татьяна Николаевна
Татья́на Никола́евна Ушако́ва (род. 1930) — советский и российский психолог, специалист в области общей психологии, психофизиологии, психологии речи, психолингвистики, лауреат премии имени С. Л. Рубинштейна (2011).

## Биография
Родилась 22 февраля 1930 года в Москве.
В 1953 году — окончила психологическое отделение философского факультета МГУ.
В 1958 году — защитила кандидатскую диссертацию.
В 1971 году — защитила докторскую диссертацию, тема: «Функциональные структуры второй сигнальной системы».
С 1972 по 1975 год — заведующая лабораторией Высшей нейродинамики в НИИ общей и педагогической психологии Академии педагогических наук СССР.
С 1975 по 1980 год — заведующая лабораторией высшей нервной деятельности человека в НИИ высшей нервной деятельности и нейрофизиологии Академии наук СССР.
В 1980 году — присвоено учёное звание профессора.
С 1981 году — заведующая лабораторией Психологии речи и психолингвистики Института психологии АН СССР.
С 2001 году — главный научный сотрудник Института психологии РАН.
В 1990 году — избрана членом-корреспондентом Академии педагогических наук СССР, в 1992 году — избрана членом-корреспондентом Российской академии образования, с 2004 года — академик Российской академии образования.
Сын — Дмитрий Викторович Ушаков (род. 1964) — российский учёный, доктор психологических наук, член-корреспондент РАН, специалист в области когнитивной психологии, психологии творчества и одарённости.

## Научная деятельность
Разработчик общей психологической теория генезиса и функционирования речи, согласно которой способность человека говорить и воспринимать речь имеет два корня — природный и социальный.
Глубинное психологическое содержание речи и выделение в ней различных аспектов дало почву для создания метода «интент-анализа» речи. В прикладном плане этот метод использован для анализа конфликтных политических дискуссий. Эмпирически установленная и теоретически обоснованная сущностная, по происхождению, связь речи с психологическими состояниями и особенностями человека, приводит к выводу о возможности на основе речевой продукции исследовать психологические характеристики говорящего, что является базовым моментом для разработки проблем речевой диагностики.
С 1993 года — главный редактор организованного ею журнала «Иностранная психология», который был преобразован в журнал «Психология» при Высшей школе экономики (Москва).

### Избранные труды
- «Функциональные структуры второй сигнальной системы» (1979)
- «Психофизиологические механизмы речи» М., 1979
- «Речь человека в общении» М., 1989 (в соавт.)
- «Ведение политических дискуссий. Психологический анализ конфликтных выступлений» М., 1995 (в соавт.)
- «Слово в действии» М., 2000 (в соавт.)
- «Детская речь: психолингвистические исследования» (ред. и соавт., 2002)
- «Речь: истоки и принципы развития» М., 2004
- Учебник «Современная психология» (1999, в соавт.)
- Учебник «Психология» (2001, в соавт.)
- Когнитивная психология (2002, соредактор Д. В. Ушаков)

## Награды
- Премия имени С. Л. Рубинштейна (совместно с А. В. Карповым, за 2011 год) — за серию работ по единой тематике «Теоретические и экспериментальные исследования высших психических функций»